# Caixa Girona
Caixa Girona (Caixa d'Estalvis de Girona) era una caixa d'estalvis catalana de dimensió mitjana que va ser absorbida per la Caixa l'any 2010 arran de la reestructuració bancària. Caixa Girona va ser fundada el 20 de setembre de 1940 per la Diputació de Girona i va establir la seu a la ciutat de Girona.

## Història

### Fusió
El juny de l'any 2009, amb l'aprovació del Fons de Reestructuració Ordenada Bancària (FROB), es van fer contundents els rumors de possibles fusions entre algunes caixes catalanes. En un inici es plantejava la possible fusió entre les caixes propietat de les diputacions de Girona, Tarragona i Barcelona, és a dir Caixa Girona, Caixa Tarragona i Caixa Catalunya, aquesta última la més gran de les tres.
Mentrestant altres entitats d'estalvis de Catalunya van iniciar processos de fusió, com Caixa Sabadell, Caixa Terrassa i Caixa Manlleu, tal com ho van fer saber les tres entitats en un comunicat, fusió a la qual Caixa Girona s'hi va sumar posteriorment, en comptes d'unir-se a Caixa Catalunya i Caixa Tarragona. La fusió permetia a les quatre caixes mantenir la seva identitat al territori.
El nom social de la caixa resultant havia de ser Caixa d'Estalvis Unió de Caixes de Girona, Manlleu, Sabadell i Terrassa, amb seu social a Barcelona i amb quatre subseus a Girona, Manlleu, Sabadell i Terrassa. I de nom comercial Unnim, per a les oficines d'aquest grup a Girona s'hagués utilitzat la marca Unnim Girona. La Caixa Girona però va anul·lar aquesta fusió, donant per tancat el procés i les altres tres van seguir el procés.
El 28 de maig de 2010 es va anunciar que Caixa Girona mantenia converses amb la Caixa. El 31 de maig el consell es va aprovar per unanimitat l'inici de les gestions per la qual Caixa de Girona seria absorbida per la Caixa. A finals d'octubre La Caixa va començar a canviar la retolació de les oficines de Caixa Girona coincidint amb les Fires de Girona, fet comentat a la ciutat de Girona. El mes de novembre es formalitzà la fusió al registre mercantil.Finalment, a principis de novembre Caixa Girona deixava d'existir i el dia 1 de gener de 2011 culminava el procés amb la integració tecnològica i operativa.